# Herwig Millonig
Herwig Millonig (ur. 1971) – austriacki skoczek narciarski. Złoty medalista mistrzostw świata juniorów (1990).
30 marca 1990 roku w Szczyrbskim Jeziorze podczas mistrzostw świata juniorów zdobył złoty medal w konkursie drużynowym, w którym wystartował wraz z Heinzem Kuttinem, Wernerem Rathmayrem i Alexandrem Pointnerem.
Raz wystąpił w zawodach Pucharu Świata. Miało to miejsce w ostatnim konkursie Turnieju Czterech Skoczni w sezonie 1990/1991. W zawodach na skoczni w Bischofshofen uplasował się wówczas na 57. miejscu.

## Mistrzostwa świata juniorów

### Drużynowo
| 1990 Szczyrbskie Jezioro | – | złoty medal |

### Starty H. Milloniga na mistrzostwach świata juniorów – szczegółowo
| Miejsce | Dzień    | Rok  | Miejscowość         | Skocznia  | Punkt K | Konkurs | Skok 1 | Skok 2 | Nota                  | Strata | Zwycięzca |
| ------- | -------- | ---- | ------------------- | --------- | ------- | ------- | ------ | ------ | --------------------- | ------ | --------- |
| 1.      | 30 marca | 1990 | Szczyrbskie Jezioro | MS 1970 B | K-88    | druż.   | 82,0 m | 82,0 m | 627,1 pkt (203,6 pkt) | –      | –         |

## Puchar Świata

### Miejsca w klasyfikacji generalnej
| Sezon     | Miejsce           |
| --------- | ----------------- |
| 1990/1991 | niesklasyfikowany |

### Miejsca w poszczególnych konkursachPucharu Świata
| Sezon 1990/1991                                                                              |             |             |             |         |         |            |                        |           |               |         |                 |                 |       |       |          |       |           |      |         |         |                     |        |
| Lake Placid                                                                                  | Lake Placid | Thunder Bay | Thunder Bay | Sapporo | Sapporo | Oberstdorf | Garmisch-Partenkirchen | Innsbruck | Bischofshofen | Oberhof | Bad Mitterndorf | Bad Mitterndorf | Lahti | Lahti | Bollnaes | Falun | Trondheim | Oslo | Planica | Planica | Szczyrbskie Jezioro | punkty |
| -                                                                                            | -           | -           | -           | -       | -       | -          | -                      | q         | 57            | -       | -               | -               | -     | -     | -        | -     | -         | -    | -       | -       | -                   | 0      |
| Legenda (do sezonu 1992/93)                                                                  |             |             |             |         |         |            |                        |           |               |         |                 |                 |       |       |          |       |           |      |         |         |                     |        |
| 1 2 3 4-10 11-15 poniżej 15 q – zawodnik nie zakwalifikował się - – zawodnik nie wystartował |             |             |             |         |         |            |                        |           |               |         |                 |                 |       |       |          |       |           |      |         |         |                     |        |